# Epilessia mioclonica progressiva
L'epilessia mioclonica progressiva è una sindrome epilettica rara, causata da una varietà di disturbi genetici. La sindrome comprende crisi miocloniche e crisi tonico-cloniche insieme a declino neurologico progressivo.

## Segni e Sintomi
Le crisi miocloniche consistono in una breve contrazione muscolare involontaria e possono diventare abbastanza frequenti da diventare disabilitanti. 
Le convulsioni tonico-cloniche hanno due fasi: la fase tonica può durare alcuni secondi e coinvolge la tensione muscolare e può portare alla caduta della persona; la fase clonica consiste in una contrazione e rilassamento muscolare che si alternano rapidamente. La disfunzione neurologica include difficoltà a coordinare i movimenti muscolari (atassia) e un calo della capacità cognitiva (demenza).

### Diagnosi Differenziali
Nei primi stadi, può essere difficile distinguere l'epilessia mioclonica progressiva da epilessie generalizzate idiopatiche benigne, come ad esempio l' epilessia mioclonica giovanile. L'efficacia iniziale del trattamento anticonvulsivante diminuisce quando le crisi diventano più frequenti e la progressione della diminuzione neurologica avviene.  Possono esserci anche segni di intossicazione anticonvulsivante. Il mioclono nella PME è di solito grave.